# Острів Вікента
О́стрів Ві́кента (Викента, Заячий, Кролячий; рос. Остров Викента, Выкента, Кролячий, Заячий) — невеликий острів в затоці Петра Великого Японського моря. Знаходиться за 80 м на північний схід від острова Рейнеке. Адміністративно належить до Первомайського району Владивостока Приморського краю Росії.

## Географія
Острів видовженої овальної неправильної форми, звужений до північно-східного краю. Рельєф височинний, береги скелясті, стрімко обриваються до моря. З півночі оточений кекурами. З рослинності на острові поширені трави та чагарники. Острів популярний серед туристів, особливо для кліффдайвінгу. Між островами існує кам'яниста гряда, над якою навіть при невеликому хвилюванні утворюються буруни.